# 鷲尾健三
鷲尾 健三（わしお けんぞう、1907年4月24日 - 1985年5月28日）は、兵庫県出身の日本の建築構造学者。工学博士（京都帝国大学）。大阪大学名誉教授。日本建築学会元副会長。
武田五一の教え子で、構造学の研究に関する業績を残している。

## 経歴
- 1907年（明治40年）：誕生
- 1930年（昭和5年）：京都帝国大学工学部建築学科卒業
- 1931年（昭和6年）：京都帝国大学講師
- 1933年（昭和8年）：満州工業専門学校教授
- 1945年（昭和20年）：「剛節骨組の解法理論に関する研究」を京都帝国大学に提出して工学博士号を取得[1]。
- 1947年（昭和22年）：大阪大学教授
- 1971年（昭和46年）：大阪大学名誉教授、明石工業高等専門学校校長
- 1978年（昭和53年）：大阪工業大学大学院教授、摂南大学教授
- 1985年（昭和60年）：死去（78歳）

## 受賞・栄典
- 1943年：「不静定骨組解法理論の研究」で1943年度建築学会学術賞を受賞。

## 研究内容・業績
- 初期のラーメン構造学の研究に業績を残し、昭和30年以降は鋼構造、鋼管構造の普及に尽力する。また大阪大学などで建築構造学教育に携わるほか、産学共同、建築と土木の融合をはかり、わが国独特の体系を国際的に通用するよう努めた。
- 軽量鉄骨建築の開発と普及には本格的に取り組み、研究仲間の伴潔らとともに全国各地に足をのばして僻地の技術者や職人に鋼構造の要点を説かれることが賜々あった。
- また、高カボルト工法の研究や学会の鋼管構造設計指針の作成などに

ついても先駆的な業績を残した。このような実践を通し、構造力学という純粋で厳密な学問の大切さとともに実務に密着する鋼構造学の設計・施工の実態を踏まえた地道な技術者教育とその基礎にある人間教育がすべての根源であるとの認識を固めたように思われている。
- 鋼構造研究の姿勢は、ラーメン構造学に対する場合と同様に曖昧さを排して論理の緻密さを極めようとした。素直に実態を直視し、実情に則して考える姿勢を大切にし、研究と実務との調和に大胆さを発揮。研究テーマの選択や研究の進め方に常に重厚さが感じられたという。指迎を受けた門下生や私淑する研究者が、毎年秋の学会の時に出身校や所属研究室の垣根を越えて集い「西日本鋼構造研究者集会」を開催。
- 昭和20年以降の10数年の間に、鋼構造建築技術は飛躍的な進展をとげており、鋼製形枠・足場に続いて軽景形鋼・デッキプレート・鋼管が登場し、高カボルト摩擦接合と溶接接合が建築鉄骨に全面的に採用され、やがてH形鋼や溶接性高張力鋼の普及とともに量産化・高層化が進んで、鉄骨構造建築の相貌は一変。これに歩調をあわせて学会活動も活澄化して研究者層は厚みを増し、おびただしい数の研究論文が発表される状況になった。
- このような劇的とも言える変化の背景に、大学側と鉄鋼業界との間に前例のない緊密な協同態勢（建設用鋼材研究会）が形成されていたことは極めて重要で、構造力学の研究に専念して来た鷲尾が満州時代からの知己の草野美男と語らい、東の仲．餡田、西の棚橋諒・伴潔らとともにこの奔流の起動力となっていく。長年の病もちであったがこれをこの当時からは克服し健康を取戻してから、極めて行動的であり積極的であったという。こうして産学共同を推進しながら、学校と社会での教育活動こそ命とし、日本建築学会、軽量鉄骨建築協会、鋼材倶楽部、日本建築協会、日本鋼構造協会、日本建築総合試験所における職責を誠心誠意果たし、幅広い活動をしたように見えながら、結局は教育者・研究者としての線を踏み外さず自己規制を厳しくしていた。
- ミゼットハウスを開発したダイワハウスの研究開発に協力をしたというエピソードもある。
- 国際学会等の舞台で脚光を浴びるような華やかな振舞いを忌避し、また、設計業務の類に直接的なかかわりを持とうしなかったが、厳しい批判的立場に身を置くのが学者・研究者の本質であると説き、その姿勢を崩さなかった。教育に対する信念の強さも、接する人に何時も深い感銘を与えるものであったという。

## 著作
- 『バベルの塔鷺尾健三先生退官記念随筆集』退官記念事業会1971
- 『建築の構造 その事故と災害』丸善 1978 [文献付］

## その他役職
- 日本建築学会副会長：1967年（昭和42年） - 1968年（昭和43年）

## 参考
- 「名誉会員鷺尾健三先生ご逝去」『建築雑誌』1985年8月号